# لیمینج
لیمینج (به انگلیسی: Lyminge) یک روستا و محله مدنی در بریتانیا است که در Folkestone and Hythe واقع شده‌است. لیمینج ۲٬۷۱۷ نفر جمعیت دارد.